# Luis Neves
Pour les articles homonymes, voir Neves.
Luis Neves  est un scénariste et dessinateur québécois de bande dessinée né en 1958 à Vilar[Lequel ?] au Portugal.

## Biographie
Luis Neves réside au Québec depuis 1966. Il a fait ses études universitaires à l'Université du Québec à Montréal où il obtient un baccalauréat en Arts visuels et une maîtrise en Études des arts.
C'est dans le magazine Cocktail qu'il publie ses premières bandes dessinées en 1981 et plus tard, dans les pages de la revue Tchiize.
Luis Neves donne à son héros le surnom de Quinquim-la-flotte, inspiré d'un personnage de Jorge Amado (écrivain brésilien). Quinquim est un diminutif très courant de Joachim au Portugal.

## Style
L'ambiance lourde de ses récits, à connotation sociale et revendicatrice, contribue aussi à ce rapprochement.
Ce style de graphisme, très contrasté, donne une expression sévère à ses personnages et l'atmosphère de ses albums est sinistre.
On note aussi l'influence marquante de Hergé : jeune héros sans peur et sans reproche partant en voyage, à l'aventure, pour défendre la veuve et l'orphelin mais avec en plus, un brin d'ironie et de détachement.

## Publications

### Bande dessinée
Albums
- À la recherche de Tintin, Les aventures de Quinquim-La-Flotte tome 1, 1988, éditions du Phylactère, Montréal ;
- Le parapluie d'Ingres[3], Les aventures de Quinquim-La-Flotte tome 2, 1991, éditions du Phylactère, Montréal ;
- Cité solitaire, 1992, éditions du Phylactère, Montréal ;
- Le midi de la nuit[4], Les aventures de Quinquim-La-Flotte tome 3, 1996, éditions Zone convective, Montréal ;
- Le chemin silencieux[5], Les aventures de Quinquim-La-Flotte tome 4, 2002, éditions Les 400 coups, collection Zone convective, Montréal.

Albums collectifs
- Écrans d'arrêt, 1991, Éditions A.C.I.B.D., Montréal ;
- Rêves[6], [7], [8], 1992, Éditions du Phylactère/Paje éditeur/A.C.I.B.D., Montréal.

Périodiques
Magazines
- Cocktail[1], magazine BD de Montréal, 1981 ;
- Tchiize, revue BD de Montréal, 1985-1988 ;
- esse arts + opinions, 1988-1991 ;
- Zeppelin[9], [10], magazine BD de Québec 1993 ;
- Zine Zag[11], 100 % BD, 1998-2003.

Fanzines
- MensuHell, bande dessinée, 2002-2003.

## Expositions

### Individuelles
- 1992 : Le monde comme il va..., Librairie Champigny, 7e Festival international de bande dessinée de Montréal, Montréal ;
- 2002 : Luis Neves : 20 ans d'art engagé, La Skala, Montréal.

### Collectives
- 1988 : Délégation des jeunes auteurs du Québec, XVe Salon international de la bande dessinée, Angoulême (France) ;
- 1992 : Écrans d'arrêt, Centre de documentation et d'animation en bande dessinée, Québec ;
- 1992 : Rêves, Cégep du Vieux Montréal, 7e Festival international de bande dessinée de Montréal, Montréal ;
- 1992 : Cadres, BD actuelle au Québec, Les Foufounes Électriques, 7e Festival international de bande dessinée de Montréal, Montréal ;
- 1993 : Carnaval de la bande dessinée, Musée de la civilisation, Québec ;
- 1994 : T.V. Gang et les voleurs de métaphores, Centre de documentation et d'animation en bande dessinée, Québec.

## Distinctions
- 1991 :  Lauréat Prix Onésime[12] du meilleur album de bande dessinée Le parapluie d'Ingres publié aux Éditions du Phylactère ;
- 1993 :  Lauréat Prix Bédéis causa[13] bande dessinée de l’année, magazine Zeppelin, 6e Festival de la bande dessinée francophone de Québec, Québec.